# Namibianira aigamensis
Namibianira aigamensis är en kräftdjursart som beskrevs av Brian Frederick Kensley 1995. Namibianira aigamensis ingår i släktet Namibianira och familjen Protojaniridae. Inga underarter finns listade i Catalogue of Life.